# Квишхети
Квишхети (груз. ქვიშხეთი) — село в Грузии. Находится в Хашурском муниципалитете края Шида-Картли. 
Находится на восточном склоне Лихского хребта. Центр общины Квишхети (села: Беглети, Бульбулисцихе, Монастери, Русаантубани, Саванисубани, Сативе, Сарманишвилискари, Ташискари, Тезери, Кипиантубани). Высота над уровнем моря составляет 730 метров. Население — 1699 человек (2014).

## История
С 1620-х годов в Квишхети селятся представители рода Абашидзе. Территории вдоль реки Арадети (Али, Сурами, Ахалдаба и др.) перешла в Имеретинское царство. В 1527 году Луарсаб I передал эти земли царю Имерети Баграту III за содействие его вступлению на престол Картлийского царства.
В 1711 году царь Картли Иесе передал имение Паате Абашидзе, умершего бездетным. — Абашидзе Картлийского рода, Квишхетитурт, — Вахушти Абашидзе.
Квишхети и его окрестности подверглись сильному опустошению во время правления Кызылбашей в Картли в 1735–1744 годах. Особенно тяжёлыми были годы 1742–1745, когда в Картли вспыхнуло восстание против Кызылбашей под предводительством Гиви Амилахори.
В 1744 году царь Ираклий женился на представительнице рода Абашидзе в Квишхети.
В 1748 году леки приблизились к крепости Квишхети, овладели ей и «взяли бесчисленное множество пленных, то есть бесчисленное множество скота».
Согласно книге Верхнекартлийского войска Теймураза II за 1756 год, абашидзе считали обязательным набор крестьян из Квишхети в войско – всадников 9, пехотинцев 6. 
С XIX века в Квишхети селились Сумбаташвили. Население Квишхети полностью грузинское.
Народное предание объясняет название тем, что река Шола, которая весной разливается из-за таяния снегов и дождей и впадает в Квишхети, принесла сюда песок и деревья.

## Известные жители

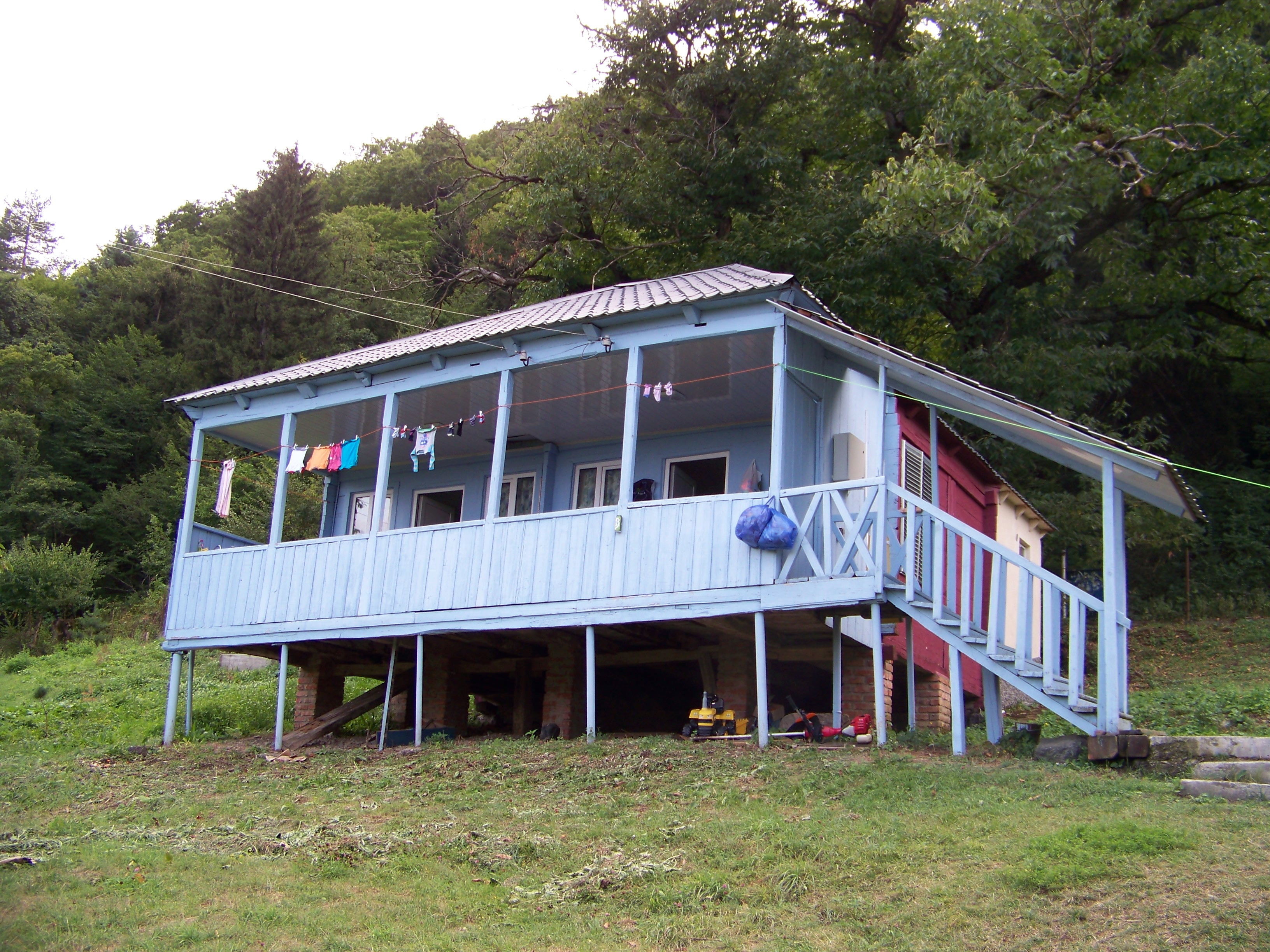
Дом Александра Цимакуридзе

Родился Александр Цимакуридзе (1882—1954) — живописец.

## Достопримечательности
В селе находятся  церковь Воскресения Христова, башня, церковь Мтацминда, церковь Преображения Господня, церковь Святого Георгия и церковь Святого Ильи. 
Открыт дом-музей Дмитрия Кипиани.